# Palau (land)
Palau (uitspraak: [paˈlɑu]) of Belau (Palaus: Belau), voluit de Republiek Palau (Palaus: Beluu ęr a Belau, Engels: Republic of Palau, Spaans: Palaos), is een archipel en een land in Oceanië. Palau is geassocieerd met de Verenigde Staten. De staat ligt in de Grote Oceaan en maakt deel uit van de regio Micronesië. Palau beslaat het westelijke deel van de eilandengroep de Carolinen; het centrale en oostelijke deel van deze groep wordt ingenomen door het land Micronesia. Palau telt 21.000 inwoners, verspreid over 340 eilanden. Het grootste eiland is Babeldaob. Sinds 1994 is Palau een onafhankelijke republiek.
De plaats met de meeste inwoners is Koror, op het gelijknamige eiland. Deze plaats was tot 7 oktober 2006 de hoofdstad. Op deze datum werd de geheel nieuw gebouwde plaats Ngerulmud op het eiland Babeldaob de nieuwe hoofdstad. In de grondwet van Palau staat dat de hoofdstad op het grootste eiland van de archipel moest liggen. Het eiland Koror ligt overigens op geringe afstand van Babeldaob en is ermee verbonden door een brug.
Palau grenst over zee in het westen aan de Filipijnen, in het zuiden aan Indonesië (Noord-Molukken) en in het oosten aan de Federale Staten van Micronesia.

## Geschiedenis
De eerste bewoners van Palau kwamen vermoedelijk uit Indonesië. Zij vestigden zich rond de 11e eeuw v.Chr. op de eilanden. De Spaanse ontdekkingsreiziger Ruy López de Villalobos ontdekte de eilanden in 1543. Pas in de 18e eeuw werden de eerste pogingen gedaan tot handel met of vestiging op de eilanden, door de Britten. Spanje koloniseerde de eilanden aan het eind van de 19e eeuw, maar verkocht ze aan Duitsland met het Duits-Spaans Verdrag van 12 februari 1899. Japan veroverde de eilanden aan het begin van de Eerste Wereldoorlog. Na de oorlog kreeg Japan de Palau-eilanden toegewezen als mandaatgebied van de Volkenbond (het Zuid-Pacifisch Mandaatgebied). Na de Tweede Wereldoorlog kwamen de eilanden onder beheer van de Verenigde Staten, als trustgebied van de Verenigde Naties (het Trustschap van de Pacifische Eilanden). In 1979 stemden de inwoners van Palau tegen een aansluiting bij de Federale Staten van Micronesia en voor eigen onafhankelijkheid. Na een overgangsperiode werd het land in 1994 onafhankelijk.

## Geografie

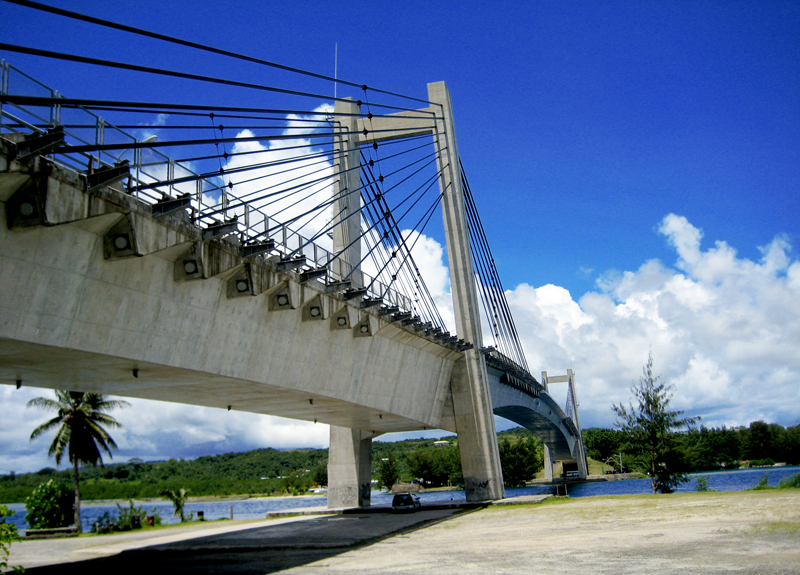
Koror-Babeldaob Bridge.

Palau bestaat uit meer dan 340 eilanden, waarvan er minimaal 12 bewoond zijn. De eilanden zijn onder te verdelen in de Palau-eilanden in het noorden en de veel kleinere en minder bevolkte Zuidwesteilanden in het zuiden, die respectievelijk veertien en twee van de zestien staten (zie verder) omvatten. De meeste eilanden zijn vulkanisch van oorsprong. Het grootste eiland is Babeldaob, behorend tot de Palaueilanden, dat 80% van de totale landmassa van Palau vormt. Babeldaob is voornamelijk vulkanisch, maar de andere eilanden bestaan grotendeels uit kalksteen en koraal. Het hoogste punt op Palau is de Mount Ngerchelchuus (242 m) op Babeldaob. Op dit eiland ligt ook het grootste meer van Palau, Lake Ngardok. Dit meer is de grootste zoetwatermassa in heel Micronesië.

### Etymologie
De taal die het meest wordt gesproken op de eilanden, het Palaus is in deze taal beter bekend als Belau. Dit woord stamt waarschijnlijk af van het Palause woord voor dorp, Beluu of van het woord voor een scheppingsmythe, Aibebelau. De naam Palau werd bekend in onder andere het Engels en Nederlands via het Spaanse Los Palaos en het Duitse Palau. De historische Engelse naam Pelew Islands is niet meer in gebruik. De naam Palau moet niet verward worden met het Indonesische woord voor eiland, Pulau.

### Eilanden, riffen en rotsen
Per staat:

#### Bewoonde eilandengroepen en atollen
- Verschillende staten: Palaueilanden (alle staten behalve Hatohobei en Sonsorol) - Zuidwesteilanden (Hatohobei en Sonsorol)
- Hatohobei: Helen Reef
- Kayangel: Kayangel
- Sonsorol: Sonsoroleilanden

#### Bewoonde eilanden
- Verschillende staten: Babeldaob (alle staten behalve Angaur, Hatohobei, Kayangel, Koror, Peleliu en Sonsorol)
- Angaur: Angaur
- Hatohobei: Hatohobei - Helen
- Kayangel: Kayangel
- Koror: Koror - Malakal - Ngerekebesang
- Peleliu: Peleliu
- Sonsorol: Merir - Pulo Anna - Sonsorol

#### Onbewoonde eilandengroepen en atollen
- Kayangel: Ngaruangel
- Geen staat: Chelbachebeilanden (Rock Islands)

#### Onbewoonde eilanden
- Kayangel: Ngaruangel - Ngerebelas - Ngeriungs - Orak
- Ngarchelong: Ngaregur
- Peleliu: Ngabad - Ngaregeu - Ngesebus - Ngurungor - Ruriid
- Sonsorol: Fana

#### Onbewoonde riffen en rotsen
- Hatohobei: Pieraurou - Round Rock
- Kayangel: Velasco Reef

## Bestuurlijke indeling
Het land bestaat uit zestien staten, tot 1984 gemeenten geheten. De hoofdstad is het stadje Ngerulmud in de staat Melekeok, de grootste stad is echter Koror in de gelijknamige staat, dat tot 2006 de hoofdstad was. Op 's lands grootste eiland Babeldaob liggen tien van de zestien staten. De staten zijn van noord naar zuid:
- Kayangel
- Tien staten op Babeldoab:
  - Aimeliik
  - Airai
  - Ngchesar
  - Melekeok
  - Ngiwal
  - Ngaraard
  - Ngarchelong
  - Ngardmau
  - Ngeremlengui
  - Ngatpang
- Koror
- Peleliu
- Angaur
- Twee staten vormen de Zuidwesteilanden:
  - Sonsorol
  - Hatohobei

## Demografie

### Taal
In Palau worden minimaal zeven talen gesproken:
- Palaus (nationaal), 14.825 sprekers
- Engels (nationaal), aantal sprekers onbekend
- Sonsorolees (in Sonsorol), 600 sprekers
- Tobiaans (in Hatohobei), 22 sprekers
- Japans (op Angaur), aantal sprekers onbekend
- Anguar (op Angaur), officieel maar bestaan überhaupt en aantal sprekers onbekend
- Chinese talen, belangrijke immigrantentalengroep

## Buitenlandse betrekkingen
Palau onderhoudt vier ambassades in het buitenland, te weten in Manilla (Filipijnen), Taipei (Taiwan), Tokio (Japan) en Washington D.C. (Verenigde Staten). Daarnaast beschikt de republiek over consulaten-generaal in de Guamese hoofdstad Hagåtña en in de Mariaanse hoofdstad Saipan en over een permanente vertegenwoordiging bij de Verenigde Naties te New York.
Palau is dus niet op ambassadeniveau vertegenwoordigd in het Nederlandse taalgebied. Wel zijn er ereconsulaten in het Antwerpse Brasschaat voor België en in het Noord-Hollandse Heiloo voor Nederland.

## Economie
Palau leeft vooral van het toerisme, vis (vooral tonijn), landbouw (met name cassave, kokosnoten en zoete aardappelen), schelpen, hout, parels, bouw, kledingstukken en gewaden.

## Vervoer
Alle drie de luchthavens van Palau worden gebruikt voor commerciële regulaire lijnvluchten, één daarvan, de Internationale Luchthaven Roman Tmetuchl in de staat Airai op Babeldaob (maar nabij Koror) is ook internationaal, en is verbonden met de Filipijnen, Guam, Japan, Micronesia en Zuid-Korea — deze verbindingen worden verzorgd door de Guamese maatschappij Continental Micronesia, een dochter van het Amerikaanse Continental Airlines. Daarnaast zijn er ook chartervluchten vanuit Taiwan.
Binnenlandse vluchten zijn er vanuit Koror naar Peleliu en Angaur (via Peleliu) en worden verzorgd door Belau Air, de enige Palause luchtvaartmaatschappij.

## Sport
Palau nam in 2000 voor het eerst deel aan de Olympische Zomerspelen. Het land won nog nooit medailles.